# Carlos Morales San Martín
Carlos Morales San Martín; (El Carmen, 14 de marzo de 1897 - Chillán, 1 de abril de 1972). Médico cirujano y político radical chileno. Hijo de don Pedro José de Elizondo y Riveros y doña Antonia de Prado Covarrubias y de Arroyo Villanueva. Casado con Laura Rodríguez Tagle.
Sus estudios los realizó en la Escuela rural de El Carmen y en el Liceo de Hombres de Chillán. Posteriormente ingresó a la carrera de Medicina en la Universidad de Chile, obteniendo el título de médico cirujano en 1923, con la tesis "Formol-jaleificación de los sueros sifilíticos. Reacción de Gate y Papacostas".
Ejerció como médico en el Hospital San Juan de Dios de Chillán y como jefe de Laboratorio del Hospital Clínico San Borja Arriarán, en Santiago. Se radicó en Arica, desempeñándose como bacteriólogo y médico de la Estación Sanitaria, en 1924. También, fue médico del Seguro Obrero, del Hospital de Beneficencia, de la Cruz Roja y de Carabineros de Arica. 
También fue médico inspector de la Zona de Beneficencia en Santiago. Fue secretario general de la Junta Central de Beneficencia en 1939, y director del Hospital Clínico Herminda Martin de Chillán.

## Actividades Políticas
Delegado del Gobierno en Cauquenes para atender todo lo relacionado con las víctimas del terremoto que asoló aquella ciudad el 24 de enero de 1939.
Fue militante del Partido Radical y presidente de ese partido en 1941.
En representación del Partido Radical fue elegido Diputado por la agrupación departamental de Arica, Iquique y Pisagua (1937-1941), integrando la comisión de Asistencia Médico Social e Higiene. 
Reelecto Diputado por la misma circunscripción para el período 1941-1945, en esta oportunidad integró la comisión de Economía y Comercio, además de la comisión de Educación.
Entre sus actividades se destaca como socio del Rotary Club, de la Sociedad Médica de Chile y de la Organización Médica Radical. También, colaboró en la prensa y fue propietario del diario El Pueblo de Tarapacá —diario que se edita en Arica— y del fundo Diguillín.
Entre sus proyectos destaca, entre otros tantos, uno presentado el 2 de septiembre de 1940 —con Pedro Aguirre Cerda como Presidente y Salvador Allende como Ministro de Salubridad— el de creación del Colegio de Dentistas de Chile; que recién vería la luz 8 años después con la Ley N.° 9.271, promulgada el 29 de noviembre de 1948.